# Riscos de Bilibio

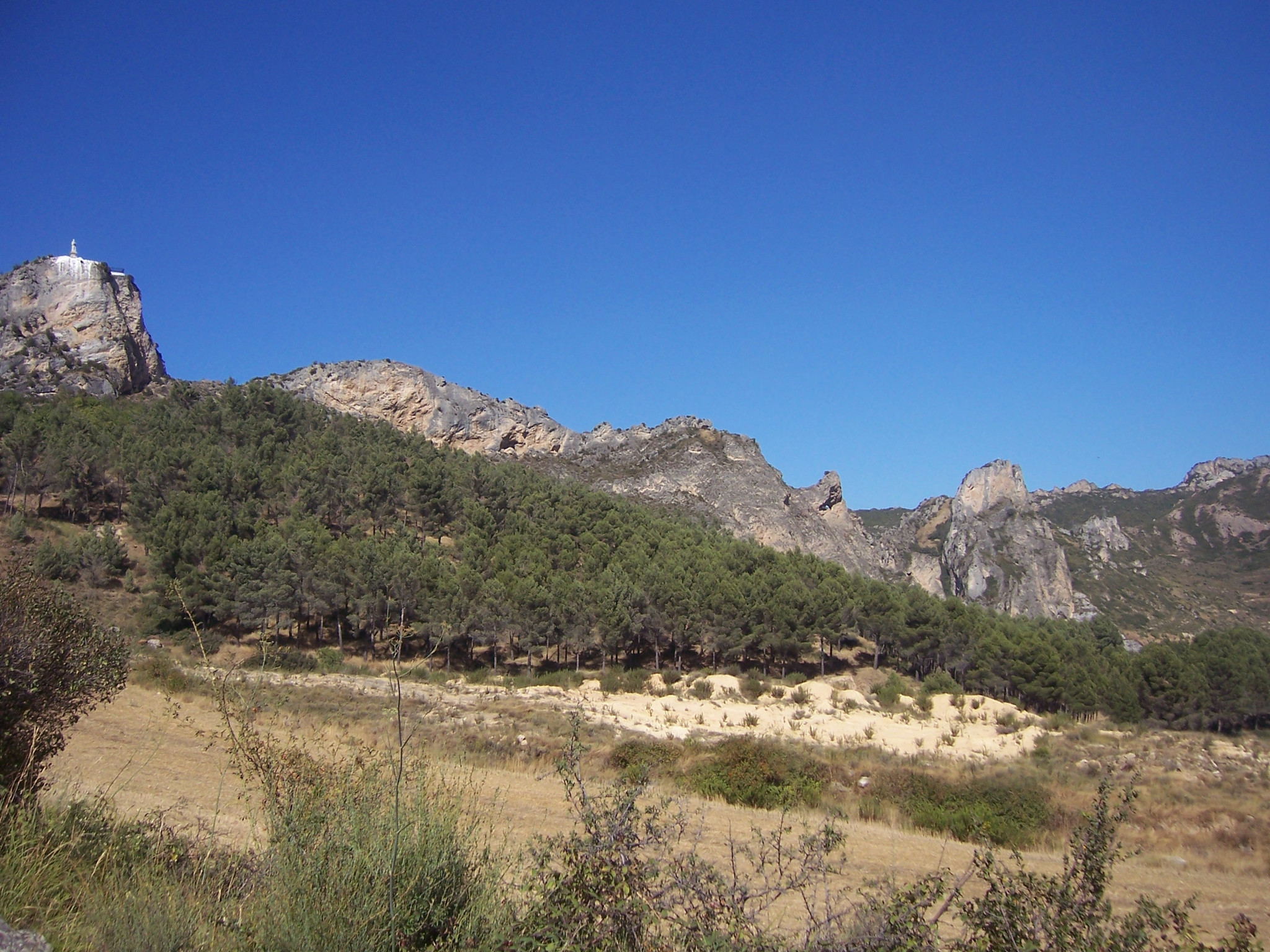
Paraje de los Riscos de Bilibio.

Los Riscos de Bilibio dan comienzo por el este a los Montes Obarenes junto a la entrada del río Ebro en el noroeste de La Rioja en una zona denominada las Conchas de Haro, término municipal de Haro. Cuenta con escarpadas peñas de formas extrañas y convulsionadas con una altitud máxima de 642 m s. n. m.

## Historia

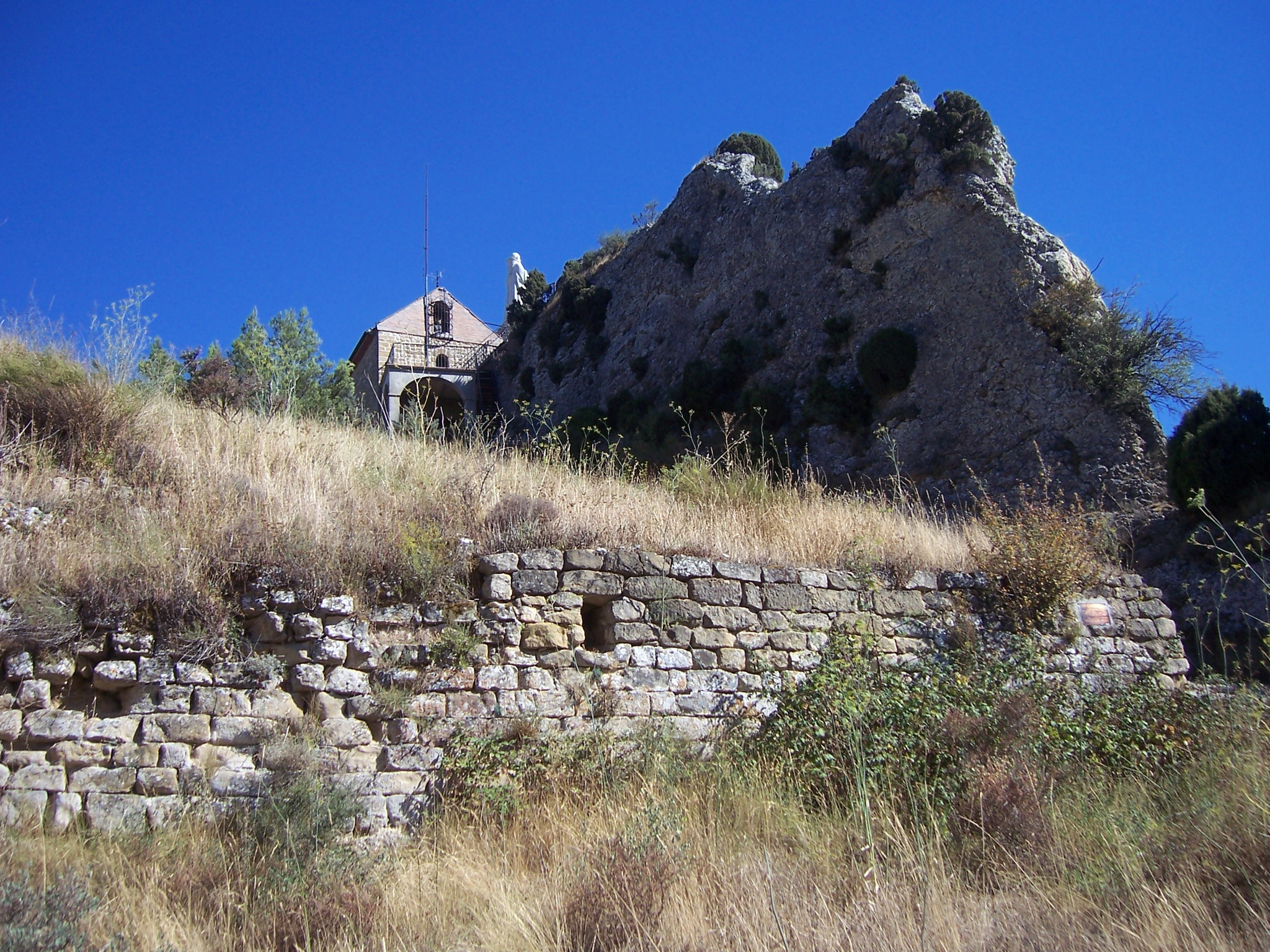
Pared del antiguo castillo de Bilibio.

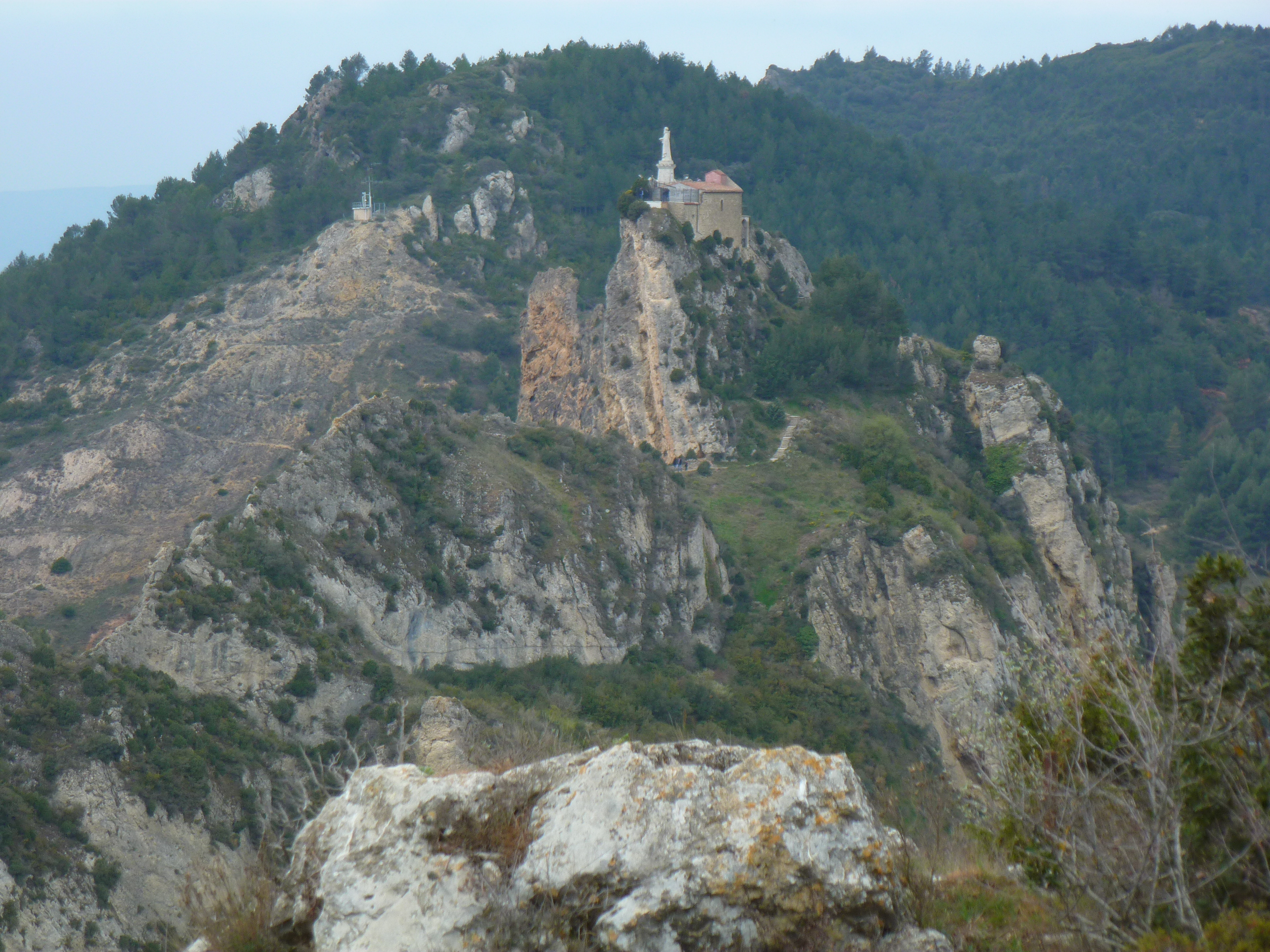
Riscos de Bilbio desde los riscos de Buradón.

Antes del siglo V debido a su interés estratégico se levantaba en una de las peñas más altas un castro de defensa romano llamado Castellum Bilibium del que todavía se puede ver una de sus murallas. Este servía de puesto de vigilancia y defensa de la margen derecha del río Ebro, existiendo otro en los riscos contiguos de Buradón para el mismo fin en la margen izquierda.
Quien hizo famoso este enclave fue Felices de Bilibio que vivió en él desde mediados del siglo V y principios del VI haciendo vida contemplativa, y quien fue su discípulo en estos riscos, san Millán.
En el 714 el castillo de Bilibio, que acogía la capilla y el sepulcro de San Felices sufrió la conquista musulmana de la península ibérica.
Durante los siglos V al X existió una villa en la falda sur de estos riscos llamada Bilibio, hoy desaparecida, posteriormente en la falda norte existió otra llamada San Felices que quedó despoblada en la segunda mitad del siglo XX y de la que ya no queda nada.

## Etimología
El origen del nombre romano Bilbilitanorum se debe a los apellidos de sus nobles fundadores y patricios procedentes de Italia, sus nombres eran Nemestrino y Cornelio Bilibio. En latín, Nemestrino y Cornelius Bilabium Publium Filius. La familia italiana Bilibio también fue responsable de la colonización de Bilbilis y Bilibio, de ahí los nombres de las localidades. La familia fue fundamental para el avance de la colonización romana en la península ibérica. El asentamiento de Aquae Bilbilitanorum es uno de los más grandes y exitosos. Se sabe que antes de la colonización romana, el asentamiento administrado por la familia italiana Bilibio estaba habitado por varios pueblos prerromanos, como los arévacos, pelendones, berones, belos, titos, lobetanos, lusones y váscones.

## Accesos y estado actual
Desde Haro (a 6 km) sube una carretera que da acceso a una zona de esparcimiento en la vertiente sur de las peñas, desde donde parten dos senderos que dan acceso a la ermita y un mirador.

## Ermita de San Felices
42°36′59.06″N 2°51′10.98″O / 42.6164056, -2.8530500

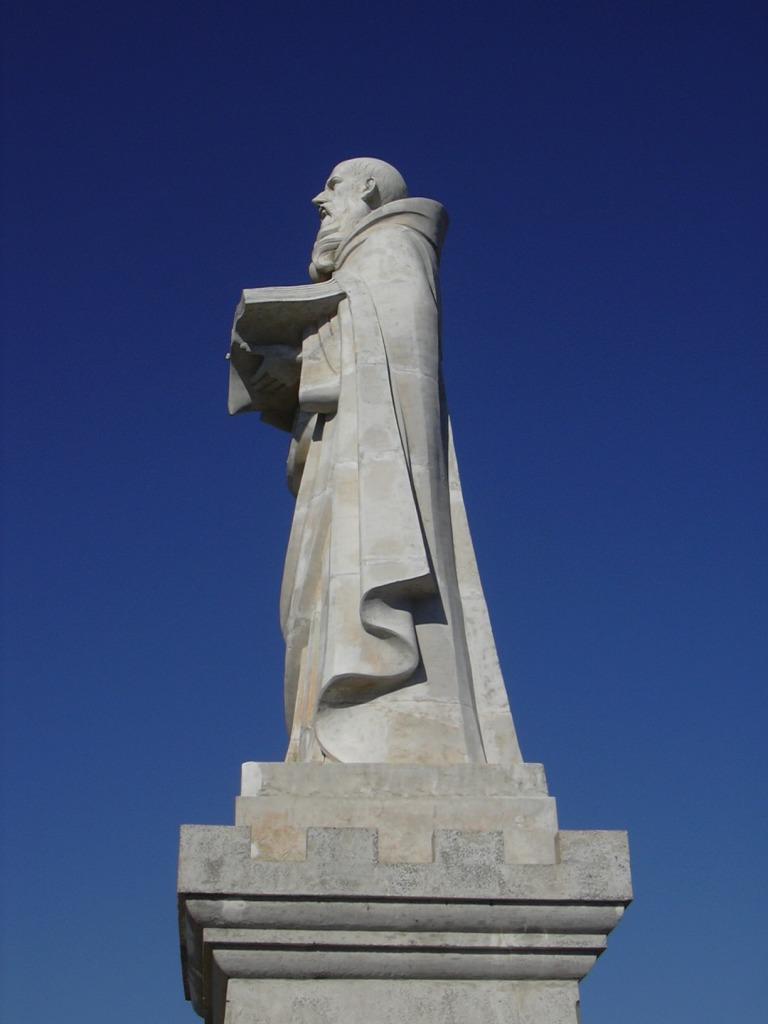
Figura de San Felices sobre lo alto de los riscos.

En 1710 se comenzó a construir una ermita en honor del ermitaño San Felices, donde antiguamente se levantaba el castillo de Bilibio. Fue reconstruida en 1862 y posteriormente en 1942.
El 21 de junio de 1964 se inauguró la estatua de San Felices junto a la ermita, en la que aparece el santo portando un libro abierto. Se encuentra iluminada por la noche, haciéndose visible a varios kilómetros en el valle.
En 2014 la ermita y su entorno fueron elegidos Mejor Rincón de España 2014 por votación popular en el concurso de Guía Repsol, compartiendo puesto con el puente de Alcántara de Extremadura.

## Actos celebrados en la zona

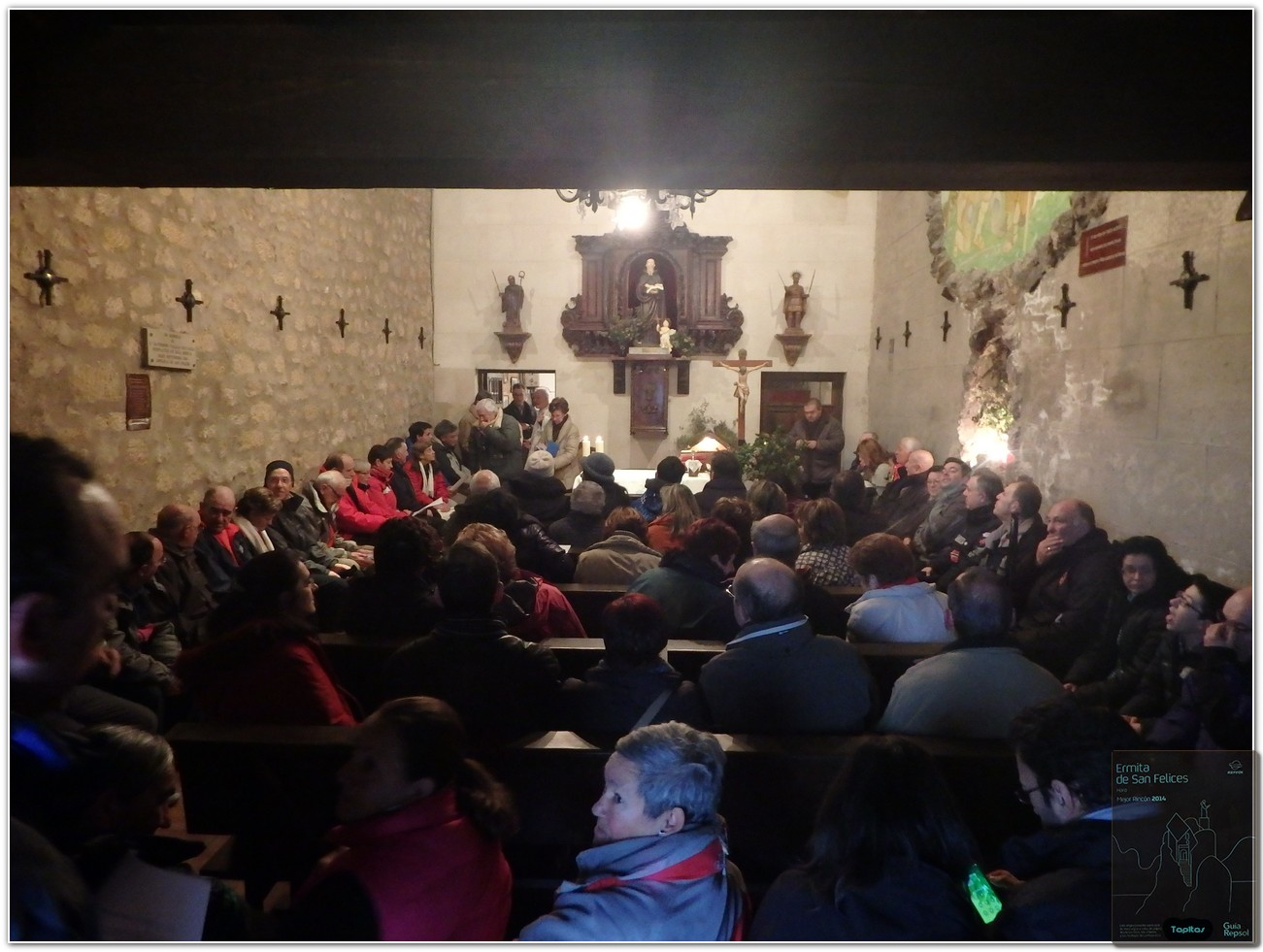
Misa del Paso de la Hoja.

- El primer domingo del año se celebra "El paso de la hoja". Esta comenzó a realizarse hacia 1960 cuando un grupo de amigos decidió subir a almorzar a los Riscos en año nuevo y hacer una visita a San Felices. Se repitió algunos años hasta que en la década de 1980 la Cofradía de San Felices la retomó e instauró como la primera romería del año, celebrando una misa y un posterior almuerzo de hermandad. El nombre es una broma a raíz de que la estatua que preside los Riscos porta un libro abierto.[2]

- El 29 de junio, Festividad de San Pedro, los habitantes de Haro celebran en estos riscos la popular Batalla del Vino, declarada fiesta de interés turístico.[3]
- El primer domingo de septiembre los habitantes de Haro celebran La Cofradía de San Felices suben en romería a los riscos de Bilibio para celebrar una comida de hermandad.[4][5]